# Borania maestrii
Borania maestrii ist ein zu den Strongyliden gehörender Fadenwurm, der bei Zebras parasitiert. In der Erstbeschreibung stand Ricci nur ein Weibchen zur Verfügung, weshalb die Art schlecht dokumentiert ist und Lichtenfels et al. (2008) sie als fraglich einstufen. Gibbons (2009) betrachtet Borania als Untergattung der Gattung Trichonema, Hodda (2022) ordnet Borania maestrii in die monotypische Gattung Borania innerhalb des Tribus Strongylini, Subtribus Strongylinii ein.
Diagnostische Merkmale von Borania maestrii sind, dass der innere Blätterkranz undeutlich ist oder ganz fehlt und die Vulva tief in einer quergestellten Grube mündet.